# Ziua Independenței Coreei
Ziua Independenței Coreei este sărbătorită anual pe data de 15 august, atât în Coreea de Nord, cât și în Coreea de Sud. Sărbătoarea comemorează ziua de 15 august 1945, atunci când Statele Unite și Uniunea Sovietică au eliberat Coreea de guvernarea Imperiului Japonez, care a durat între anii 1910 și 1945.

## Etimologie
În Coreea de Sud această sărbătoare este cunoscută sub numele de Gwangbokjeol (coreeană 광복절; însemnând „Ziua în care s-a întors lumina”) și este una dintre sărbătorile legale ale Coreei de Sud. 
În Coreea de Nord sărbătoarea este cunoscută sub numele de Chogukhaebangŭi nal (coreeană 조국 해방 의 날; însemnând Ziua Eliberării Patriei) și este, de asemenea, una dintre sărbătorile legale ale Coreei de Nord.

## Istorie
În 1945, Peninsula Coreeană a fost eliberată de către Statele Unite și Uniunea Sovietică de sub stăpânirea Imperiului Japonez. În anul 1948 au fost create guvernele coreene independente. La data de 15 august 1948, pro-americanul Rhee Syng-man a fost ales primul Președinte al Coreei de Sud⁠(d), iar pro-sovieticul Kim Ir-sen a devenit primul Lider Suprem al Coreei de Nord. Gwangbokjeol a fost desemnată în mod oficial sărbătoare națională în Coreea de Sud la data de 1 octombrie 1949. Și Coreea de Nord sărbătorește această zi, cunoscută sub numele de Chogukhaebangŭi nal.

## Festivități
În Coreea de Sud, multe activități și evenimente au loc în timpul acestei sărbători naționale, inclusiv o ceremonie oficială la care participă și președintele. Se încurajează afișarea drapelului național sud-coreean, numit Taegukgi, pe toate clădirile și locuințele. Descendenții militanților pentru independența Coreei pot călători gratuit cu transportul în comun, iar majoritatea muzeelor și locurilor de interes public sunt deschise gratuit pentru aceștia în ziua de Gwangbokjeo. De asemenea, guvernul sud-coreean emite în mod tradițional grațieri speciale în ziua de Gwangbokjeol.
Cântecul oficial „Gwangbokjeol” este interpretat la ceremoniile oficiale. Versurile piesei au fost scrise de Jeong Inbo, iar linia melodică a fost realizată de compozitorul Yoon Yongha. În 1974, Yuk Young-soo⁠(d), soția președintelui Park Chung-hee, a fost asasinată de Mun Se-gwang⁠(d) la Teatrul Național al Coreei de Sud⁠(d) din Seul în timpul ceremoniei de Gwangbokjeol.
În Coreea de Nord, există obiceiul ca ceremoniile de căsătorie să fie oficiate în ziua de Chogukhaebangŭi nal.